# Pseudocercospora unicolor
Pseudocercospora unicolor är en svampart som först beskrevs av Sacc. & Penz., och fick sitt nu gällande namn av P.M. Kirk 1983. Pseudocercospora unicolor ingår i släktet Pseudocercospora och familjen Mycosphaerellaceae.   Inga underarter finns listade i Catalogue of Life.